# 드라마월드
드라마월드(Dramaworld)는 미국 로스엔젤레스와 대한민국 서울을 배경으로 하는 한·미·중 합작 10부작 웹 드라마이다.
2016년 4월 16일 첫번째 시즌이 로스앤젤레스 에이스 호텔의 유나이티드 아티스트 극장에서 시사회를 가지고 비키(Viki)와 넷플릭스(Netflix)를 통해 전세계에 개봉되었다. 편당 10~20분 정도의 짧은 분량으로 구성되어 있고, 39개 언어의 자막이 제공된다.

## 줄거리
한국 TV드라마의 열렬한 애청자인 미국의 평범한 여대생 클레어 던컨(Claire Duncan)이 가장 좋아하는 드라마 속 가상 세계에 불가사의하게 들어가면서 벌어지는 이야기를 담고 있다. 매회 최시원이나 한지민 같은 한류 스타들이 카메오로 출연하여 한류팬들을 위한 볼거리를 제공하고 있고, 한국 드라마의 간접광고(PPL)나 화제가 되었던 장면들도 곳곳에 패러디됐다.

## 등장인물

### 주요인물
- 리브 휴스 (Liv Hewson) : 클래어 던컨 역 - 드라마 조력자
- 션 리차드 (Sean Richard) : 박준 역 - 드라마 남주
드라마 ‘사랑의 맛’에서 재벌 2세로 등장하며, 레스토랑의 오너셰프 맡고 있다. 클래어를 만나면서 자신이 드라마 속 인물이라는 것을 자각하게 된다.
- 저스틴 전 (Justin Chon) : 세스 고 역 - 드라마 조력자
드라마 ‘사랑의 맛’에서 박준이 운영하는 레스토랑의 웨이터로 일하고 있다.
- 배누리 : 서연 역 - 드라마 여주
드라마 ‘사랑의 맛’에서 박준이 운영하는 레스토랑의 박준이 운영하는 레스토랑의 수셰프로 일하고 있다.
- 김사희 : 가인 역 - 드라마 조연
드라마 ‘사랑의 맛’에서 박준이 운영하는 레스토랑의 매니저이자 약혼녀이다.

시즌 2
- 하지원 : 지원 역 - 드라마 여주
드라마 ‘사랑은 잠복중 1988’에 등장한다. 또한, 더그와 결혼했으며 샘이라는 딸이 있다.
- 헨리 : 우성 역
- 브렛 그레이 : 에반 역
클래어와 한국어 수업을 같이 듣고 있다. 박준이 현실 세계로 나오기 전에 클래어와의 데이트를 시도한다.
- 다니엘 대 킴 : 더그 역 - 드라마 조력자, 지원의 남편, 샘의 친부
세스가 처음 드라마월드에 왔을 때 알려주었던 조력자이다. 드라마 속 인물인 지원과 사랑에 빠진다.
- 정만식 : 현 역
- 최명빈 : 샘 역 - 드라마월드 조력자, 지원과 더그의 딸

### 주변 인물
- 권기선 : 박준 모친 역
- 이기영 : 박준 부친 역 - 재벌 회장
- 지미 슈버트 (Jimmy Shubert) : 클래어 부친 역

### 특별 출연
시즌 1
- 김병철
- 박진주
- 샘 해밍턴
- 성혁
- 양동근
- 이정혁
- 이지아
- 지숙
- 지일주
- 최시원
- 한지민

시즌 2
- 송진우
- 한효주
- 김동준
- 안소희
- 케빈 우
- 박성훈
- 이정재
- 이정현
- 김다솜
- 김윤지
- 윤보라
- 이희준

## 제작

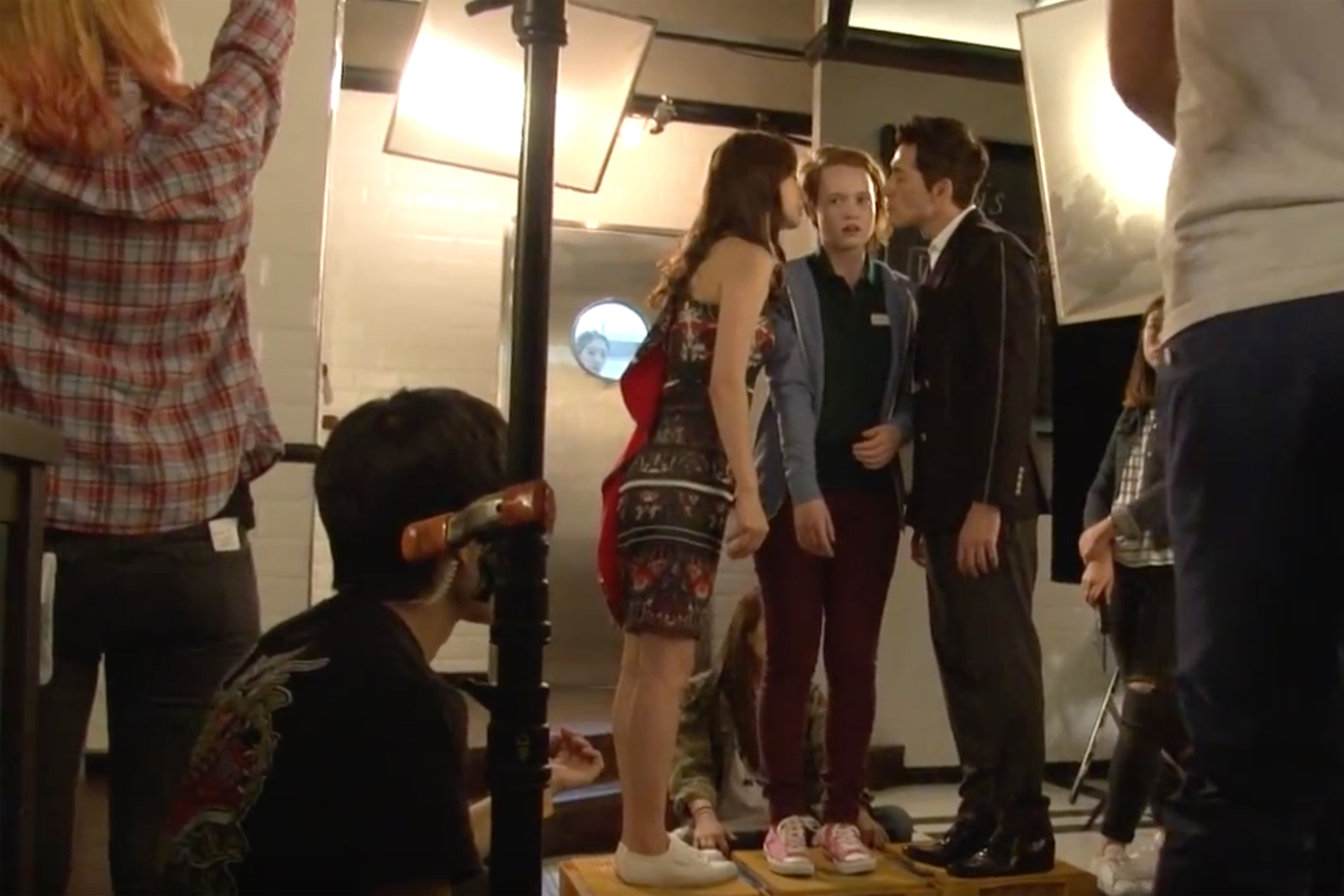
2015년 10월, 서울에서 리브 휴슨과 션 리차드의 두 사람이 함께한 카페 장면이다.

시즌 1은 각 에피소드 당 20분 분량의 10부작으로 구성되어 있으며, 2015년 10월 4일부터 11월 3일까지 서울특별시와 로스엔젤레스에서 촬영됐다. 조쉬 빌리그와 크리스 마틴이 시리즈를 공동 집필핬으며, 시즌 1의 감독을 크리스 마틴이 맡았다. 드라마월드는 중국의 제타바나 엔터테인먼트와 써드컬처컨텐츠가 공동 제작했다.

## 사운드트랙
드라마월드 OST Part 1 (가수: 헨리)
전체 작사: 헨리, 맹지나. 전체 작곡: 헨리, 김지수
| #  | 제목                              | 재생 시간 |
| -- | --------------------------------- | --------- |
| 1. | 〈왜 이렇게 좋아〉                |           |
| 2. | 〈왜 이렇게 좋아 (Feat. 하지원)〉 |           |
| 3. | 〈왜 이렇게 좋아 (Inst.)〉        |           |

드라마월드 OST Part 2 (가수: 황치열)
전체 작사: 오성훈, 박도현. 전체 작곡: 신현우, 오성훈, 똘아이박, 박가영. 전체 편곡: 박가영, 오성훈
| #  | 제목                                     | 재생 시간 |
| -- | ---------------------------------------- | --------- |
| 1. | 〈내가 누굴 사랑할 수 있겠어요〉         |           |
| 2. | 〈내가 누굴 사랑할 수 있겠어요 (Inst.)〉 |           |

드라마월드 OST Part 3 (가수: 하지원)
전체 작사: 헨리, 맹지나. 전체 작곡: 헨리, 김지수
| #  | 제목                                         | 재생 시간 |
| -- | -------------------------------------------- | --------- |
| 1. | 〈왜 이렇게 좋아 (Retro Live Ver.)〉         |           |
| 2. | 〈왜 이렇게 좋아 (Retro Live Ver.) (Inst.)〉 |           |

## 수상 내역
| 수상 및 후보 목록 | 수상 및 후보 목록                        | 수상 및 후보 목록  | 수상 및 후보 목록 | 수상 및 후보 목록 |
| 년도              | 분야                                     | 시상식             | 결과              |                   |
| ----------------- | ---------------------------------------- | ------------------ | ----------------- | ----------------- |
| 2016              | 1년 동안 가장 큰 사랑을 받은 해외 드라마 | 서울 드라마 어워즈 | 수상              |                   |